# Dioceză romană

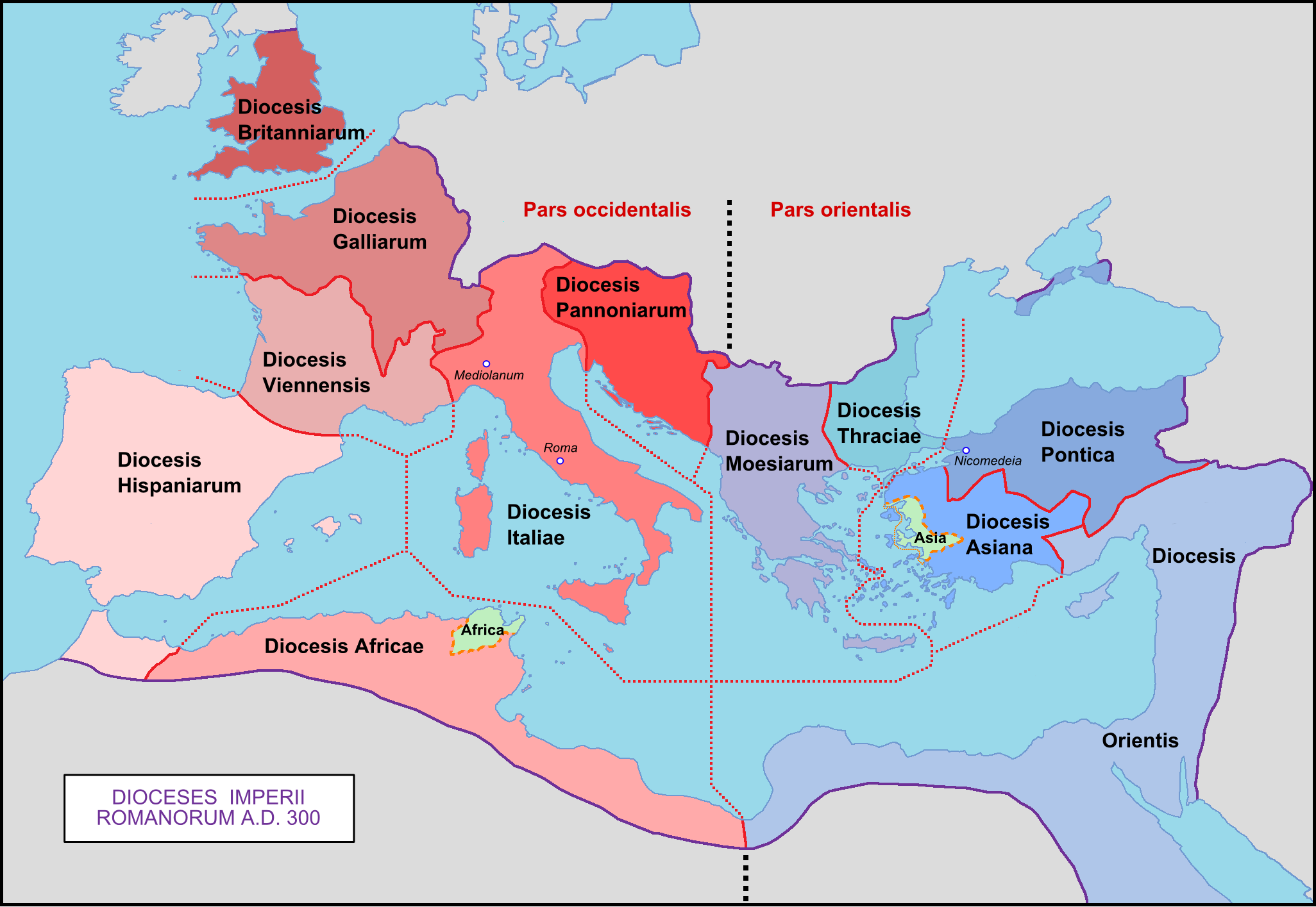
Imperiul Roman cu diocezele din anul 300 d.H.

Dioceza este o regiune romană redenumită astfel în urma procesului de reorganizare a imperiului roman de către împăratul Dioclețian în anul 290 d.Hr.
Diocezele erau niveluri intermediare de guvernare alcătuite din mai multe provincii și erau, la rândul lor, subordonate prefecturilor praetoriane.

## Înainte de dioceze

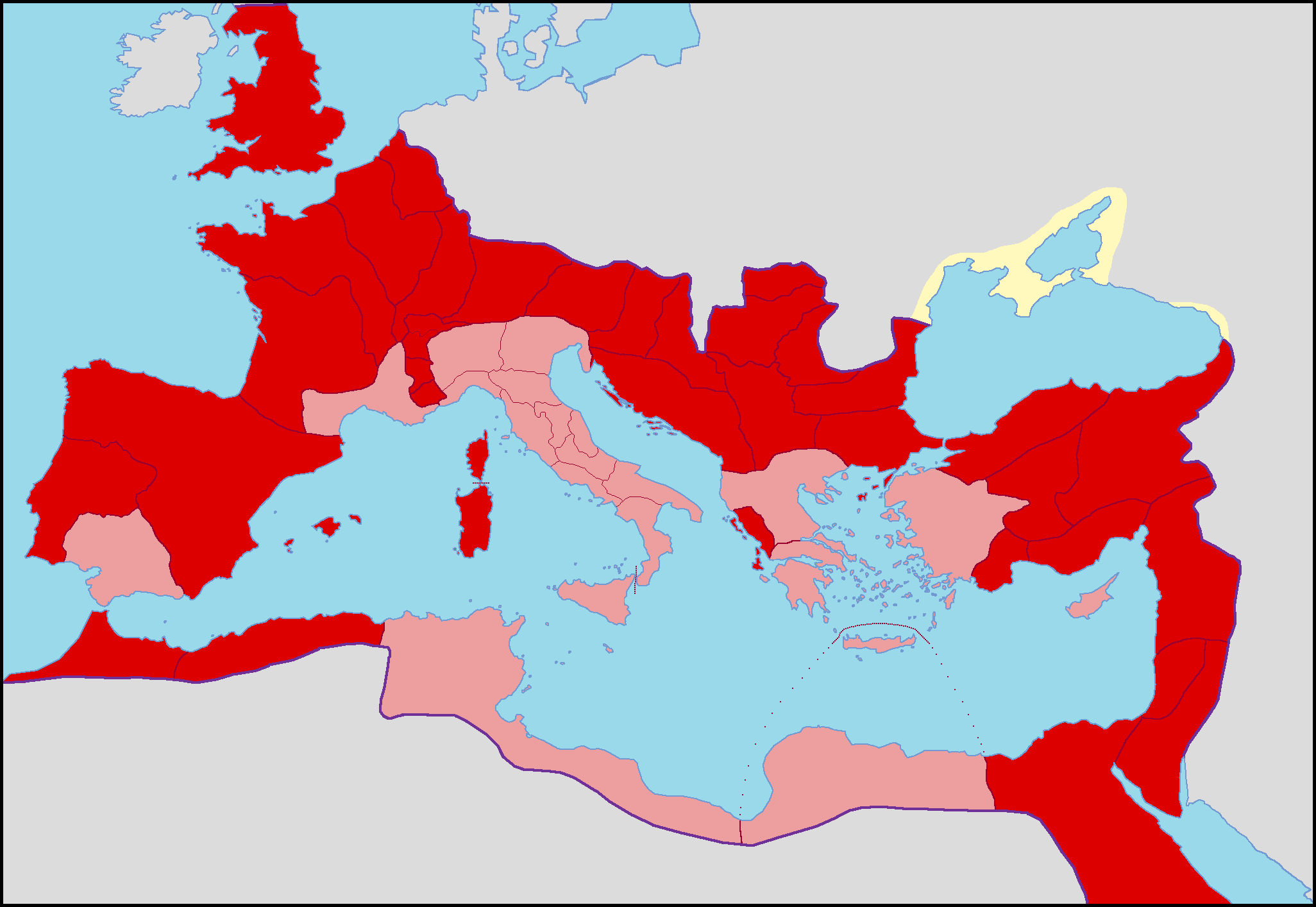
Provincii senatoriale cu roşu deschis şi imperiale cu roşu închis din Imperiul Roman, mijlocul sec. al II-lea d.Hr

La mijlocul sec.al II-lea d.Hr imperiul era divizat în provincii senatoriale și imperiale, facând foarte dificilă o guvernare eficientă a statului.

## Lista diocezelor în 410

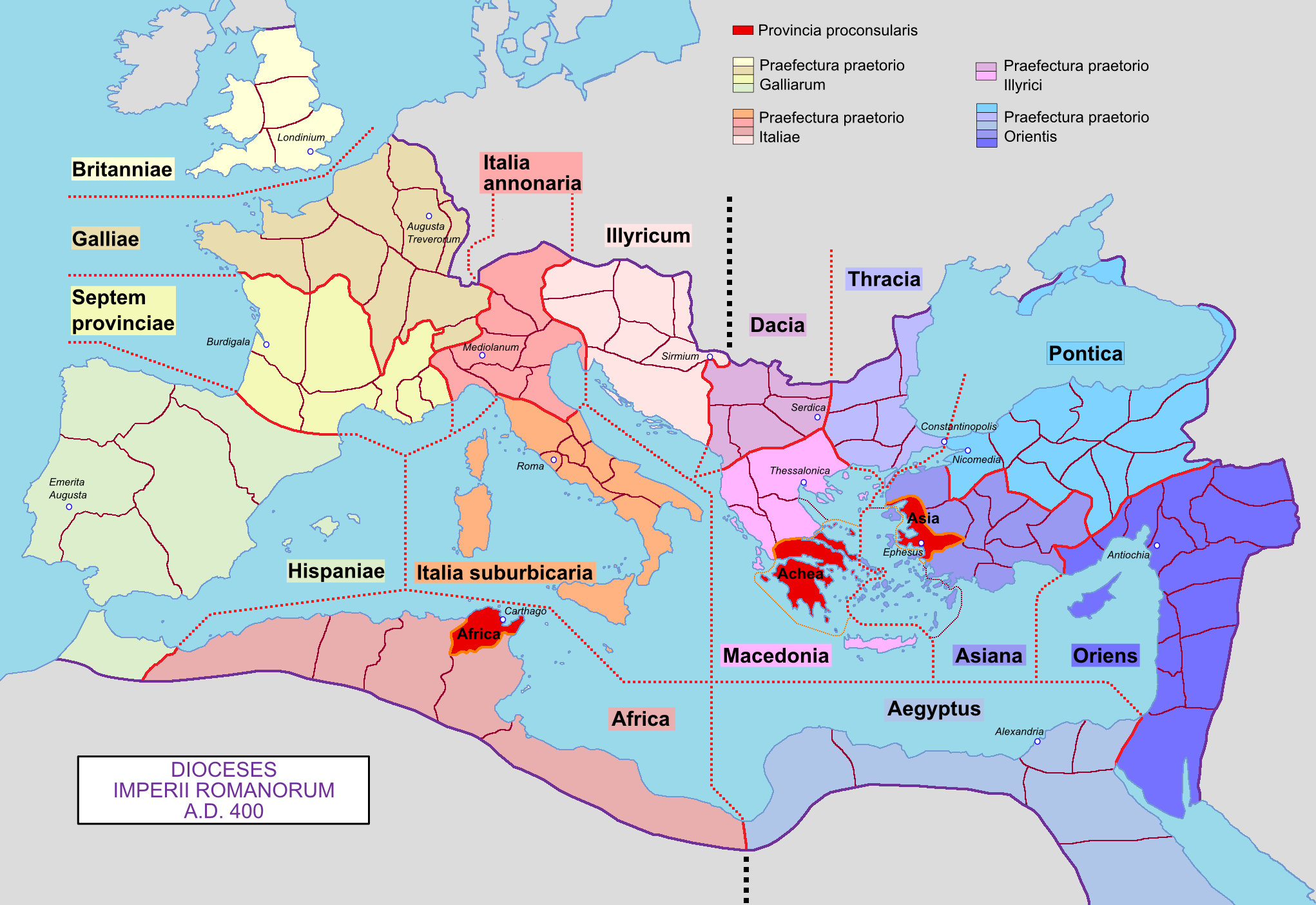
Imperiul Roman cu diocezele din anul 400 d.H. şi capitalele lor, precum şi cele 4 prefecturi pretoriane de care depindeau diocezele

### Occidentale
- Dioceza Italiciana
- Dioceza Illyricum
- Dioceza Africae
- Dioceza Hispaniae
- Dioceza Septem provinciae (Șapte Provincii)
- Dioceza Galliarum
- Dioceza Britanniae

### Orientale
- Dioceza Aegypti
- Dioceza Orientis
- Dioceza Asiana
- Dioceza Pontica
- Dioceza Thraciae
- Dioceza Macedoniae
- Dioceza Daciae

## Prefecturile Praetoriane
Prefectul Praetorian (Praefectus praetorio) era la începuturile statului roman comandantul militar al gardei unui general, dar ulterior importanța acestuia a crescut odată cu creșterea importanței gardei pretoriene. Din perioada împăratului Dioclețian (c. 300) aceștia au devenit administratorii celor patru Prefecturi Pretoriene, nivelul de administrație de deasupra noilor create dioceze și  a Provinciilor Romane.
Erau patru prefecturi (Tetrarhie),  (între paranteze diocezele subordonate):
- Italia (Italiciana, Illyricum, Africae)
- Gallia (Hispaniae, Septem provinciae, Galliarum, Britanniae )
- Iliria (Macedoniae, Daciae )
- Orient (Thraciae, Pontica, Asiana, Orientis, Aegypti)